# Artrave: The Artpop Ball

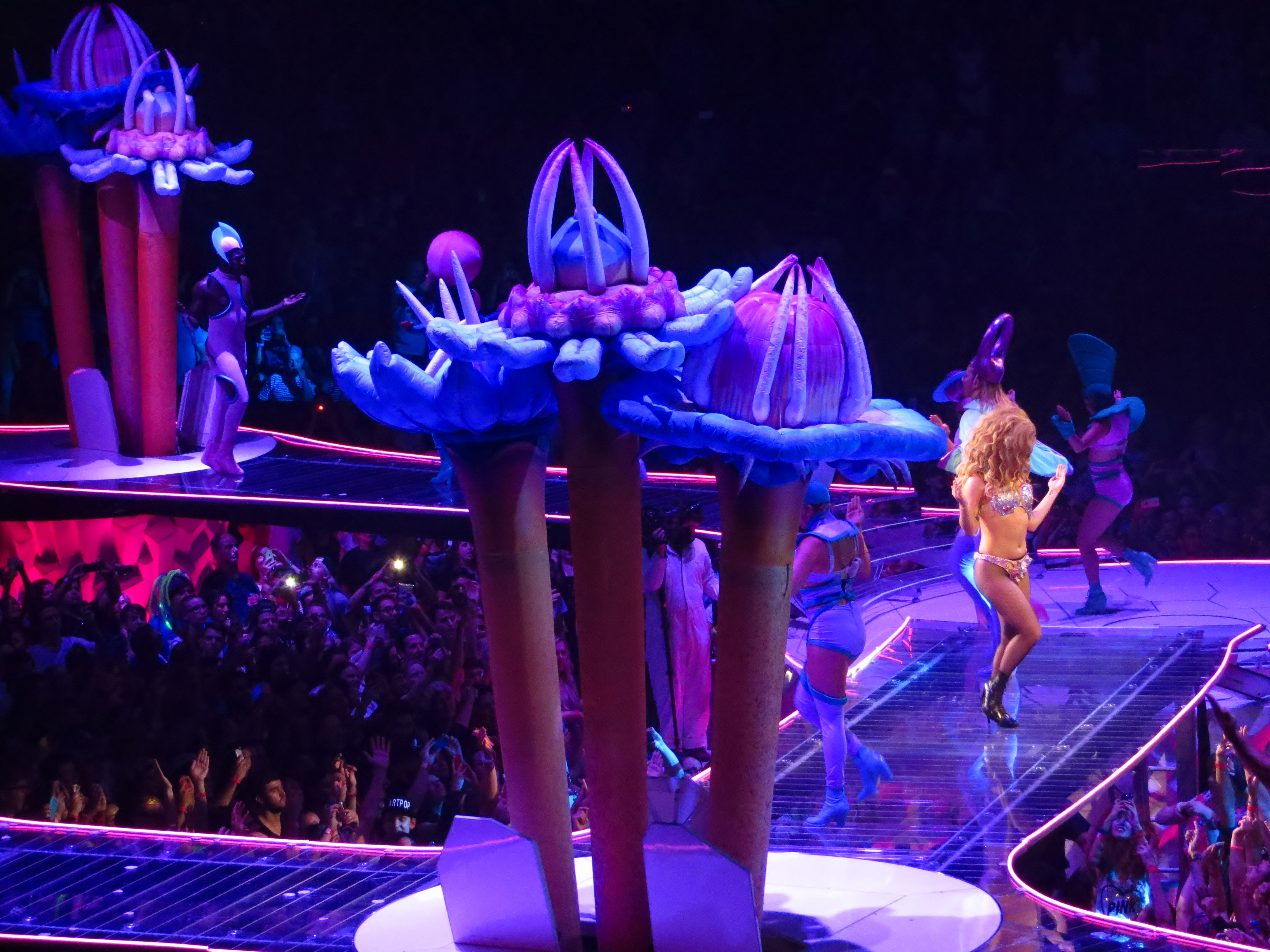
Gaga tijdens het nummer Venus, met grote bloemen op het podium.

ArtRave: The Artpop Ball (gestileerd als artRAVE: the ARTPOP ball) was de vierde concertreeks van de Amerikaanse zangeres Lady Gaga, ter promotie van haar vierde studioalbum Artpop uit 2013. De tour begon op 4 mei 2014 in Sunrise (Florida) en het laatste concert vond plaats in Parijs op 24 november 2014. Ook de geannuleerde steden uit haar vorige Born This Way Ball-tour (2012-2013) maakten deel uit van deze tour. Een aantal concerten in het Noord-Amerikaanse deel van haar vorige tour, onder andere in New York en Nashville, werden geannuleerd vanwege een heupblessure. 
Live Nation heeft de tour geproduceerd en in de Verenigde Staten en het Verenigd koninkrijk werd het gesponsord door Absolut Vodka. Een aantal critici was van mening dat de tour te commercieel zou zijn. Dit werd meteen ontkracht door Live Nation top-man Arthur Fogel. Tickets voor veel concerten waren binnen enkele minuten uitverkocht, waardoor er in een aantal steden extra shows werden toegevoegd. Met ArtRave: The ARTPOP Ball stond Gaga in de top tien van de Billboard Boxscore List voor de grootste concertreeksen van het jaar 2014. Ook bekroonde Billboard de tour met een negende plek op de lijst van Best Concert Tours of 2014, met een aantal van 76 shows wereldwijd. Ook bezoekers waren te spreken over de shows. Op 24 november 2014 werd de laatste show van ArtRave: The ARTPOP Ball gelivestreamd vanuit de Bercy Arena in Parijs. ArtRave: The ARTPOP Ball had een totale opbrengst van ruim 83.000.000 dollar van 920.088 verkochten kaarten voor 76 shows.

## Achtergrond
Tijdens de release periode van haar destijds nieuwe studioalbum Artpop hield Gaga een privé show in New York waar ze de nieuwe nummers liet horen en kunst ten toon stelde. Dit had de titel ArtRave. Dat concept werd later gebruikt in ArtRave: The ARTPOP Ball. Doordat alle shows uit The Born This Way Ball tour werden geannuleerd in Noord-Amerika, werd besloten om deze keer de concertreeks hier te beginnen. 
Voordat de tour begon gaf Gaga zes shows (28, 30, 31 maart, 2, 4 en 6 april) in het Roseland Ballroom in Manhattan. Als onderdeel van ArtRave: The ARTPOP Ball gaf Gaga ook een concert op South by Southwest (SXSW) Music Festival in Austin, Texas. De opbrengst van dit concert ging naar Gaga's Born This Way Foundation.

## Ontwikkelingen

### Podium

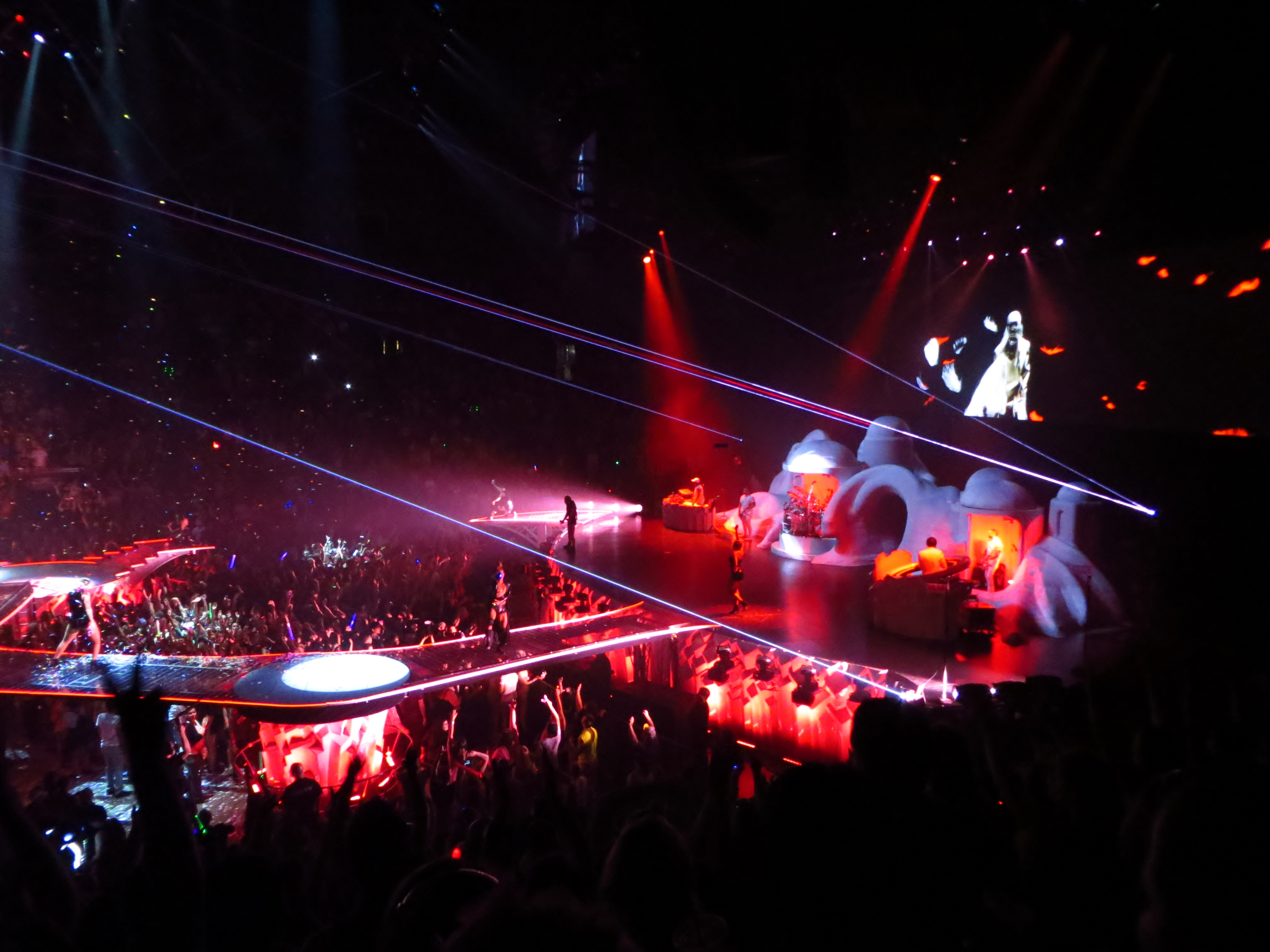
ArtRave: The ARTPOP Ball live vanuit Montreal.

Gaga vertelde aan Capital FM dat ze een ander podium wilde dan de "Monster Pit" uit haar The Born This Way Ball tour, waarbij er één hoofdpodium was en ze dus alleen in één deel van de arena te zien was. Daarom besloten Gaga en haar team twee podia te bouwen: een standaard hoofdpodium en een extra podium aan het verre eind van de arena. Deze podia werden verbonden door een enorme "catwalk" die zich in delen spreidde over de gehele arena vloer. Door dit te realiseren werd de interactie tussen Gaga en het publiek in de arena groter. In maart 2014 tweette Gaga een foto van het hoofdpodium met een "calwalk" die zich splitste in een aantal kleinere podia midden in het publiek. Het hoofdpodium leek erg op de witte grot die ook voorkwam in de Disney-film The Little Mermaid uit 1989. Op de achtergrond waren er digitale sterren te zien en een maan.
De band werd in de "White Dome" geplaatst, zodat er meer ruimte was op het podium. Ook was er een piano verborgen op een klein podium aan het eind van een "catwalk" om ruimte te sparen. Aan de zijkanten van de arena vloer werd er een bar gebouwd, waar het publiek drankjes kon bestellen terwijl ze naar de show keken.

## Setlist

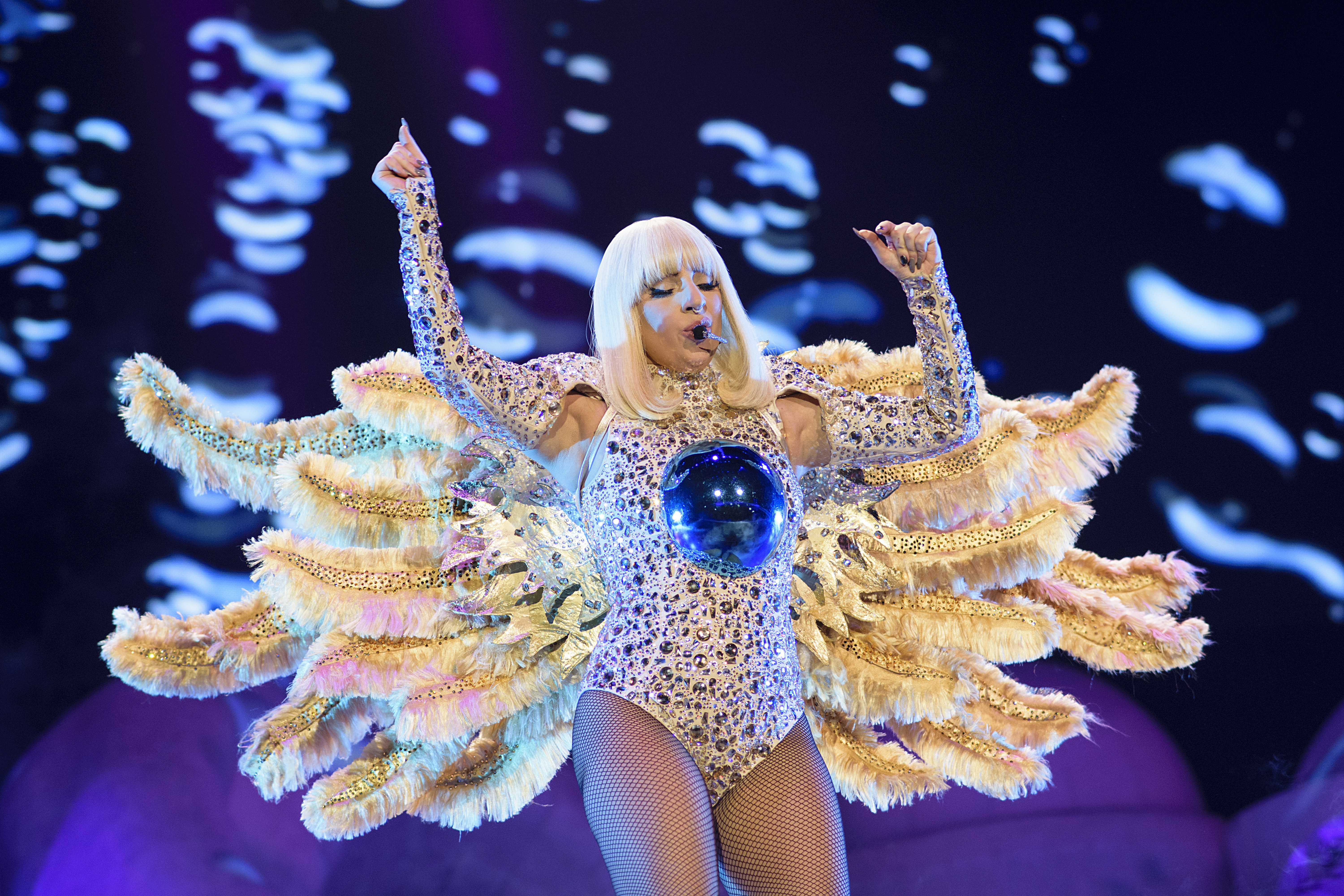
Gaga start de show met het nummer Artpop

Volgende setlist is niet representatief voor alle shows, maar komt met vele shows overeen.
1. Artpop
2. G.U.Y.
3. Donatella
4. Venus
5. Manicure
6. Just Dance
7. Poker Face
8. Telephone
9. Paparazzi
10. Do What U Want
11. Dope
12. You And I
13. Born This Way
14. The Edge of Glory / Judas / Aura
15. Sexxx Dreams
16. Mary Jane Holland
17. Alejandro
18. Bang Bang
19. Bad Romance
20. Applause
21. Swine

Encore :
1. Gypsy

## Shows
| Datum             | Stad           | Land                         | Venue                         | Opening act                     | Opkomst                 | Opbrengst     |
| Noord-Amerika     | Noord-Amerika  | Noord-Amerika                | Noord-Amerika                 | Noord-Amerika                   | Noord-Amerika           | Noord-Amerika |
| ----------------- | -------------- | ---------------------------- | ----------------------------- | ------------------------------- | ----------------------- | ------------- |
| 4 mei 2014        | Sunrise        | Verenigde Staten             | BB&T Center                   | Lady Starlight                  | 12,977 / 12,977         | $1,173,695    |
| 6 mei 2014        | Atlanta        | Verenigde Staten             | Philips Arena                 | Lady Starlight Hatsune Miku     | 10,480 / 10,480         | $941,142      |
| 8 mei 2014        | Pittsburgh     | Verenigde Staten             | Consol Energy Center          | Lady Starlight Hatsune Miku     | 12,185 / 12,185         | $961,090      |
| 10 mei 2014       | Uncasville     | Verenigde Staten             | Mohegan Sun Arena             | Lady Starlight Hatsune Miku     | 7,722 / 7,722           | $564,692      |
| 12 mei 2014       | Washington     | Verenigde Staten             | Verizon Center                | Lady Starlight Hatsune Miku     | 14,866 / 14,866         | $1,014,800    |
| 13 mei 2014       | New York       | Verenigde Staten             | Madison Square Garden         | Lady Starlight Hatsune Miku     | 14,326 / 14,326         | $1,625,812    |
| 15 mei 2014       | Philadelphia   | Verenigde Staten             | Wells Fargo Center            | Lady Starlight Hatsune Miku     | 15,424 / 15,424         | $1,037,606    |
| 17 mei 2014       | Detroit        | Verenigde Staten             | Joe Louis Arena               | Lady Starlight Hatsune Miku     | 11,971 / 11,971         | $954,173      |
| 18 mei 2014       | Cleveland      | Verenigde Staten             | Quicken Loans Arena           | Lady Starlight Hatsune Miku     | 12,792 / 12,792         | $1,000,814    |
| 20 mei 2014       | Saint Paul     | Verenigde Staten             | Xcel Energy Center            | Lady Starlight Hatsune Miku     | 10,084 / 10,084         | $796,395      |
| 22 mei 2014       | Winnipeg       | Canada                       | MTS Centre                    | Lady Starlight Hatsune Miku     | 12,507 / 12,507         | $974,017      |
| 25 mei 2014       | Calgary        | Canada                       | Scotiabank Saddledome         | Lady Starlight Hatsune Miku     | 12,662 / 12,662         | $982,731      |
| 26 mei 2014       | Edmonton       | Canada                       | Rexall Place                  | Lady Starlight Hatsune Miku     | 13,855 / 13,855         | $1,053,861    |
| 2 juni 2014       | San Diego      | Verenigde Staten             | Viejas Arena                  | Lady Starlight Hatsune Miku     | 9,332 / 9,332           | $851,927      |
| 3 juni 2014       | San Jose       | Verenigde Staten             | SAP Center                    | Lady Starlight Hatsune Miku     | 13,622 / 13,622         | $1,201,315    |
| 26 juni 2014      | Milwaukee      | Verenigde Staten             | Marcus Amphitheater           | Lady Starlight Crayon Pop       | 18,201 / 23,089         | $1,169,670    |
| 28 juni 2014      | Atlantic City  | Verenigde Staten             | Boardwalk Hall                | Lady Starlight Crayon Pop       | 13,363 / 13,363         | $1,366,626    |
| 30 juni 2014      | Boston         | Verenigde Staten             | TD Garden                     | Lady Starlight Crayon Pop       | 13,848 / 13,848         | $1,190,212    |
| 2 juli 2014       | Montréal       | Canada                       | Bell Centre                   | Lady Starlight Crayon Pop       | 12,709 / 12,709         | $965,286      |
| 4 juli 2014       | Québec         | Canada                       | Plains of Abraham             | —                               | –                       | -             |
| 5 juli 2014       | Ottawa         | Canada                       | LeBreton Flats                | —                               | –                       | -             |
| 7 juli 2014       | Buffalo        | Verenigde Staten             | First Niagara Center          | Lady Starlight Crayon Pop       | 12,076 / 12,076         | $874,785      |
| 9 juli 2014       | Toronto        | Canada                       | Air Canada Centre             | Lady Starlight Crayon Pop       | 15,813 / 15,813         | $1,355,260    |
| 11 juli 2014      | Chicago        | Verenigde Staten             | United Center                 | Lady Starlight Crayon Pop       | 15,112 / 15,112         | $1,314,360    |
| 14 juli 2014      | San Antonio    | Verenigde Staten             | AT&T Center                   | Lady Starlight Crayon Pop       | 10,125 / 10,125         | $888,278      |
| 16 juli 2014      | Houston        | Verenigde Staten             | Toyota Center                 | Lady Starlight Crayon Pop       | 11,410 / 11,410         | $967,441      |
| 17 juli 2014      | Dallas         | Verenigde Staten             | American Airlines Center      | Lady Starlight Crayon Pop       | 11,949 / 11,949         | $1,006,048    |
| 19 juli 2014      | Las Vegas      | Verenigde Staten             | MGM Grand Garden Arena        | Lady Starlight Crayon Pop       | 24,948 / 24,948         | $2,379,981    |
| 21 juli 2014      | Los Angeles    | Verenigde Staten             | Staples Center                | Lady Starlight Crayon Pop       | 26,923 / 26,923         | $2,444,324    |
| 22 juli 2014      | Los Angeles    | Verenigde Staten             | Staples Center                | Lady Starlight Crayon Pop       | 26,923 / 26,923         | $2,444,324    |
| 25 juli 2014      | Atlanta        | Verenigde Staten             | Centennial Olympic Park       | —                               | —                       | —             |
| 30 juli 2014      | Phoenix        | Verenigde Staten             | US Airways Center             | Lady Starlight Babymetal        | 8,187 / 8,187           | $670,198      |
| 1 augustus 2014   | Las Vegas      | Verenigde Staten             | MGM Grand Garden Arena        | Lady Starlight Babymetal        | —                       | —             |
| 2 augustus 2014   | Stateline      | Verenigde Staten             | Harveys Outdoor Arena         | Lady Starlight Babymetal        | 7,189 / 7,189           | $997,536      |
| 4 augustus 2014   | Salt Lake City | Verenigde Staten             | EnergySolutions Arena         | Lady Starlight Babymetal        | 9,359 / 9,359           | $516,910      |
| 6 augustus 2014   | Denver         | Verenigde Staten             | Pepsi Center                  | Lady Starlight Babymetal        | 10,660 / 10,660         | $853,570      |
| 8 augustus 2014   | Seattle        | Verenigde Staten             | KeyArena                      | Lady Starlight                  | 10,882 / 10,882         | $874,668      |
| 9 augustus 2014   | Vancouver      | Canada                       | Rogers Arena                  | Lady Starlight                  | 13,449 / 13,449         | $962,524      |
| Azië              |                |                              |                               |                                 |                         |               |
| 13 augustus 2014  | Chiba          | Japan                        | Chiba Marine Stadium          | Lady Starlight Momoiro Clover Z | 50,453 / 50,453         | $7,874,436    |
| 14 augustus 2014  | Chiba          | Japan                        | Chiba Marine Stadium          | Lady Starlight Momoiro Clover Z | 50,453 / 50,453         | $7,874,436    |
| 16 augustus 2014  | Seoul          | Zuid-Korea                   | Olympic Stadium               | —                               | —                       | —             |
| Oceanië           |                |                              |                               |                                 |                         |               |
| 20 augustus 2014  | Perth          | Australië                    | Perth Arena                   | Lady Starlight                  | 8,120 / 8,120           | $744,661      |
| 23 augustus 2014  | Melbourne      | Australië                    | Rod Laver Arena               | Lady Starlight                  | 17,253 / 17,253         | $1,732,910    |
| 24 augustus 2014  | Melbourne      | Australië                    | Rod Laver Arena               | Lady Starlight                  | 17,253 / 17,253         | $1,732,910    |
| 26 augustus 2014  | Brisbane       | Australië                    | Brisbane Entertainment Centre | Lady Starlight                  | 9,249 / 9,249           | $913,894      |
| 30 augustus 2014  | Sydney         | Australië                    | Allphones Arena               | Lady Starlight                  | 20,445 / 20,445         | $1,818,090    |
| 31 augustus 2014  | Sydney         | Australië                    | Allphones Arena               | Lady Starlight                  | 20,445 / 20,445         | $1,818,090    |
| Azië              |                |                              |                               |                                 |                         |               |
| 10 september 2014 | Dubai          | Verenigde Arabische Emiraten | Meydan Racecourse             | Lady Starlight                  | 8,365 / 8,365           | $1,835,201    |
| 13 september 2014 | Tel Aviv       | Israël                       | Yarkon Park                   | Lady Starlight                  | 18,984 / 18,984         | $1,786,945    |
| Europa            |                |                              |                               |                                 |                         |               |
| 16 september 2014 | Istanboel      | Turkije                      | ITU Stadium                   | Lady Starlight                  | 19,157 / 19,157         | $1,123,106    |
| 19 september 2014 | Athene         | Griekenland                  | Olympic Stadium               | Lady Starlight                  | 26,860 / 26,860         | $941,091      |
| 23 september 2014 | Antwerpen      | België                       | Sportpaleis                   | Lady Starlight                  | 15,188 / 15,188         | $1,394,133    |
| 24 september 2014 | Amsterdam      | Nederland                    | Ziggo Dome                    | Lady Starlight                  | 14,196 / 14,196         | $1,273,725    |
| 27 september 2014 | Herning        | Denemarken                   | Jyske Bank Boxen              | Lady Starlight                  | 10,534 / 10,534         | $916,980      |
| 29 september 2014 | Oslo           | Noorwegen                    | Telenor Arena                 | Lady Starlight                  | 8,948 / 8,948           | $708,509      |
| 30 september 2014 | Stockholm      | Zweden                       | Ericsson Globe                | Lady Starlight                  | —                       | —             |
| 3 oktober 2014    | Hamburg        | Duitsland                    | O2 World Hamburg              | Lady Starlight                  | 11,430 / 11,430         | $1,094,202    |
| 5 oktober 2014    | Praag          | Tsjechië                     | O2 Arena Praag                | Lady Starlight                  | 10,734 / 10,734         | $776,719      |
| 7 oktober 2014    | Keulen         | Duitsland                    | Lanxess Arena                 | Lady Starlight                  | 13,189 / 13,189         | $1,139,559    |
| 9 oktober 2014    | Berlijn        | Duitsland                    | O2 World Berlin               | Lady Starlight                  | 10,555 / 10,555         | $950,331      |
| 15 oktober 2014   | Birmingham     | Verenigd Koninkrijk          | Barclaycard Arena             | Lady Starlight                  | 12,092 / 12,092         | $1,329,847    |
| 17 oktober 2014   | Dublin         | Ierland                      | 3Arena                        | Lady Starlight                  | 11,497 / 11,497         | $1,117,109    |
| 19 oktober 2014   | Glasgow        | Verenigd Koninkrijk          | SSE Hydro                     | Lady Starlight                  | 11,554 / 11,554         | $1,278,571    |
| 21 oktober 2014   | Manchester     | Verenigd Koninkrijk          | Manchester Arena              | Lady Starlight                  | 14,719 / 14,719         | $1,625,149    |
| 23 oktober 2014   | Londen         | Verenigd Koninkrijk          | The O2 Arena                  | Lady Starlight                  | 42,845 / 42,845         | $4,631,817    |
| 25 oktober 2014   | Londen         | Verenigd Koninkrijk          | The O2 Arena                  | Lady Starlight                  | 42,845 / 42,845         | $4,631,817    |
| 26 oktober 2014   | Londen         | Verenigd Koninkrijk          | The O2 Arena                  | Lady Starlight                  | 42,845 / 42,845         | $4,631,817    |
| 30 oktober 2014   | Parijs         | Frankrijk                    | Zénith                        | Lady Starlight                  | 12,301 / 12,301         | $1,071,553    |
| 31 oktober 2014   | Parijs         | Frankrijk                    | Zénith                        | Lady Starlight                  | 12,301 / 12,301         | $1,071,553    |
| 2 november 2014   | Wenen          | Oostenrijk                   | Wiener Stadthalle             | Lady Starlight                  | 11,586 / 13,598         | $1,055,678    |
| 4 november 2014   | Milaan         | Italië                       | Mediolanum Forum              | Lady Starlight                  | 10,852 / 10,852         | $989,889      |
| 6 november 2014   | Zürich         | Zwitserland                  | Hallenstadion                 | Lady Starlight                  | 13,259 / 13,259         | $1,314,684    |
| 8 november 2014   | Barcelona      | Spanje                       | Palau Sant Jordi              | Lady Starlight                  | 17,513 / 17,513         | $1,420,987    |
| 10 november 2014  | Lisbon         | Portugal                     | Altice Arena                  | Lady Starlight                  | 7,345 / 7,345           | $365,313      |
| 13 november 2014  | Birmingham     | Verenigd Koninkrijk          | Barclaycard Arena             | Lady Starlight                  | 6,129 / 6,129           | $455,781      |
| 16 november 2014  | Glasgow        | Verenigd Koninkrijk          | SSE Hydro                     | Lady Starlight                  | 10,403 / 10,403         | $681,824      |
| 20 november 2014  | Sheffield      | Verenigd Koninkrijk          | Sheffield                     | Lady Starlight                  | 11,528 / 11,528         | $672,004      |
| 22 november 2014  | Newcastle      | Verenigd Koninkrijk          | Metro Radio Arena             | Lady Starlight                  | 8,779 / 8,779           | $824,555      |
| 24 november 2014  | Parijs         | Frankrijk                    | AccorHotels Arena             | Lady Starlight                  | 13,018 / 13,018         | $1,249,746    |
| Total             | Total          | Total                        | Total                         | Total                           | 920,088 / 926,988 (99%) | $83,040,746   |